# IC 4794
IC 4794 ist eine linsenförmige Galaxie vom Hubble-Typ S0 im Sternbild Pfau am Südsternhimmel. Sie ist schätzungsweise 231 Millionen Lichtjahre von der Milchstraße entfernt.
Das Objekt wurde am 13. August 1901 von DeLisle Stewart entdeckt.